# Jean Ier de Waldeck
Jean Ier, comte de Waldeck (1521 ou 1522 - 9 avril 1567 au château de Landau à Arolsen) est le fondateur de la branche cadette de Waldeck-Landau. En raison de ses efforts pour soutenir la foi évangélique dans son pays, il est appelé "le pieux" ou Pius.

## Biographie
Il est le deuxième fils du comte Philippe III de Waldeck de son second mariage avec Anne de Clèves. Comme son frère aîné Philippe V, il étudie à l'université de Marbourg à partir de 1537. Après la mort de son père en 1539, l'héritage est partagé entre Jean Ier, qui devient le fondateur de la branche cadette de Waldeck-Landau, et son demi-frère issu du premier mariage de son père, Wolrad II, qui devient le fondateur de la branche Eisenberg.
Il combat du côté protestant dans la Guerre de Smalkalde, contre l'empereur Charles Quint. Comme il s'est rebellé contre l'empereur, Jean et plusieurs autres membres de la maison de Waldeck sont sommés de comparaître à Augsbourg le 26 novembre 1547. A Augsbourg, il est vivement réprimandé par l'évêque Antoine Perrenot de Granvelle, qui représente l'Empereur. Ils doivent implorer pardon à genoux et leur mère doit payer une amende considérable.
En 1550, Jean Ier épouse Anna, la fille de Simon V de Lippe. Ils ont huit enfants : Philippe VI, François III, Simon, Anastasia, Jean, Marguerite, Bernard et Agnès.
En 1553, Jean Ier rend visite à son oncle, l'évêque François de Waldeck de Münster. Son oncle lui demande de servir de médiateur dans un différend entre le conseil municipal de Münster et les guildes. Une fois ce différend résolu, François abroge les privilèges qu'il a accordés aux baptistes après la rébellion de Münster. Jean Ier est mentionné dans ce décret.
Après la paix d'Augsbourg de 1555, Jean propose aux autres comtes de Waldeck de tenir une réunion avec tous les ministres du comté pour améliorer l'église luthérienne. Les comtes sont représentés à l'assemblée par leurs conseillers. Des prédicateurs de Lippe sont également présents ; l'objectif est d'élaborer un ordre d'église uniforme pour Lippe et Waldeck. Le synode décide que des visiteurs et des surintendants doivent être nommés dans chaque comté. Après que les visiteurs aient visité toutes les églises, un autre synode est convoqué, où les résultats des visites sont discutés et l'ordre de l'église est préparé et imprimé pour la première fois en 1557 à Marbourg.
En 1561, Jobst Schaden, qui est le gouverneur de Volkmarsen, de l'évêché de Cologne, envahit la partie de Jean de Waldeck, qui demande l'aide du landgrave Philippe Ier de Hesse. En raison d'un différend successoral, il a une relation difficile avec sa mère. Le duc Guillaume de Jülich-Clèves-Berg et le landgrave Philippe Ier sont médiateurs et un compromis est trouvé en 1561. Sa mère administre le district d'Arolsen jusqu'à sa mort ; après sa mort, le quartier revient à Waldeck-Landau. Toujours en 1561, il ajoute une nouvelle porte d'entrée et un bureau de chancellerie au château de Landau. Après la mort de Bernard VIII de Lippe, Jean Ier est le tuteur de ses enfants.
Jean Ier meurt le 9 avril 1567 et est enterré dans l'église de la ville de Mengeringhausen. Une plaque de fer et une Épitaphe en pierre marquent sa tombe.